# Brick (2005)
Brick ist ein US-amerikanischer Teen-Noir-Film aus dem Jahr 2005 und der erste Spielfilm des Regisseurs Rian Johnson. Der Film erhielt den Spezialpreis der Jury für Originalität des Sundance Film Festival 2005. Premiere war in Deutschland am 21. September 2006.
Der Begriff „Brick“ (deutsch: Ziegelstein) bedeutet in der Drogenszene in Ziegelsteinform gepresstes Heroin.

## Handlung
Brendan Frye, ein Einzelgänger an der San Clemente High School im kalifornischen Küstenort San Clemente, erhält einen verstörten Anruf seiner Ex-Freundin Emily, in dem sie die Namen „Brick“ (Ziegelstein), „Tug“ (Schlepper) und „Pin“ (Stift) erwähnt. Als ein Auto an seiner Telefonzelle vorbeirast, aus dem eine Zigarettenkippe mit einem Pfeil als Logo geworfen wird, beendet sie hastig das Gespräch.
Fest überzeugt, dass Emily seine Hilfe braucht, sucht er ein Gespräch mit ihr, doch sie weist ihn ab. Er forscht selbst nach und findet sie einen Tag später tot auf. Noch immer nicht über sie hinweg versteckt er Emilys Leiche, um die Polizei zunächst außen vor zu lassen. Mit Hilfe seines Freundes „Brain“ (Gehirn) will er die Schuldigen an Emilys Tod finden und sie rächen.
Er mischt sich ein in die örtliche Drogenszene (Jugendliche aus der Oberschicht) und nutzt dabei sein Wissen um deren Gewohnheiten, in die er allem Anschein nach früher einmal tiefer verstrickt war. Er legt es dabei auf ein Treffen mit dem Unterweltboss an, der nur als „Pin“ bekannt ist. Dabei lernt er den gewalttätigen „Tug“ (der für Pin arbeitet), den drogenabhängigen Dode und die manipulative Laura kennen, die intensiv um Brendan wirbt.
Als Doppelagent bietet er sowohl seinem Schuldirektor als Gegenleistung für Rückendeckung als auch dem Pin seine Dienste an. Ersterer setzt Brendan unter Druck, ihn als Prügelknaben der Polizei zu liefern, falls er keine Schuldigen bringt. Bei seinen Untersuchungen stößt er auf Verstrickungen um in Ziegelsteinform gepresstes Heroin, „Brick“ genannt. Einer dieser Bricks wurde Pin gestohlen, tauchte später jedoch, mit giftigen Chemikalien gestreckt, wieder auf.
Aus Rache versucht Dode, der selbst in Emily verliebt gewesen war und der Brendan beim Verstecken der Leiche beobachtet hatte, diesen zu erpressen. Als Brendan ihn vor einem Treffen mit Pin und Tug abfängt, offenbart Dode, dass Emily schwanger gewesen war. Dode sieht darin Brendans vermeintliches Mordmotiv, da er sich selbst für den Vater hält und glaubt, Brendan habe dies nicht ertragen können. Beim anschließenden Treffen stellt sich jedoch Tug – ebenfalls in dem Glauben, der Vater zu sein – als Emilys wahrer Mörder heraus und erschießt Dode in der Überzeugung, dass dieser ihn verraten wolle.
Pin und Tug trennen sich daraufhin voneinander und werden zu Kontrahenten in einem drohenden Bandenkrieg. Unter dem Vorwand der Schlichtung, jedoch mit dem Plan, beide zu verraten, organisiert Brendan ein Treffen. Laura, die eine Nacht mit Brendan verbringt, versucht, ihn von diesem Treffen fernzuhalten. Dabei hinterlässt sie eine Zigarette in seinem Aschenbecher, auf die ein Pfeil gedruckt ist. Er erkennt Laura als Drahtzieherin der ganzen Sache, schweigt jedoch zunächst.
Als Pin bei dem Treffen Tug beschuldigt, den Brick gestohlen zu haben, eskaliert die Situation. Tug und Pin sowie weitere Menschen kommen dabei ums Leben, Brendan kann flüchten.
Am nächsten Tag trifft er sich mit Laura und konfrontiert sie mit der Wahrheit, die er bereits in einem Brief dem Schuldirektor und der Polizei übermittelt hat. Verbittert verrät sie, dass Emily bereits im vierten Monat schwanger gewesen sei, was auf Brendan als Vater hindeutet. Dieser bleibt erschüttert zurück und verschweigt dem hinzustoßenden Brain ihre letzten Worte, während er der sich entfernenden Laura nachblickt.

## Produktion
Das Drehbuch schrieb Rian Johnson 1997 nach seinem Abschluss am USC School of Cinematic Arts. Allerdings dauerte es sechs Jahre, um das Projekt zu finanzieren. Keiner wollte in einen debütierenden Regisseur in einem unbekannten Genre investieren. Schließlich sammelte Johnson das Budget von 450.000 US-Dollar bei Familie und Freunden ein.
Die Dreharbeiten fanden im kalifornischen San Clemente innerhalb von zwanzig Tagen statt. Die High School, an welcher der Film spielt, ist die ehemalige Schule von Rian Johnson. Kameramann war Steve Yedlin, Johnsons ehemaliger Kommilitone, der seit Fertigstellung des Drehbuchs involviert war. Johnson schnitt das Bildmaterial zuhause am eigenen PC.
Rian Johnsons Cousin Nathan Johnson komponierte die Filmmusik mit Unterstützung von The Cinematic Underground. Der Soundtrack erinnert stark an die klassische Film-noir-Atmosphäre.

### Synchronisation
Die deutschsprachige Synchronisation entstand nach einem Dialogbuch und unter der Dialogregie von Lutz Riedel im Auftrag von Scalamedia.
| Rolle                  | Darsteller           | Synchronsprecher         |
| ---------------------- | -------------------- | ------------------------ |
| Brendan Frye           | Joseph Gordon-Levitt | Wanja Gerick             |
| Laura                  | Nora Zehetner        | Sarah Riedel             |
| The Pin                | Lukas Haas           | Tobias Kluckert          |
| Tugger                 | Noah Fleiss          | David Turba              |
| Brain                  | Matt O’Leary         | Konrad Bösherz           |
| Emily Kostich          | Emilie de Ravin      | Julia Kaufmann           |
| Dode                   | Noah Segan           | Matthias Deutelmoser     |
| Konrektor Gary Trueman | Richard Roundtree    | Engelbert von Nordhausen |
| Kara                   | Meagan Good          | Diana Borgwardt          |
| Brad Bramish           | Brian J. White       | Julien Haggège           |
| Pins Mutter            | Reedy Gibbs          | Sonja Deutsch            |

### Veröffentlichung
Brick wurde erstmals am 21. Januar 2005 beim Sundance Film Festival vorgeführt, wo er den Special Jury Prize gewann. Am 7. April 2006 kam er in den USA in wenige ausgewählte Kinos. Die Deutschlandpremiere feierte der Film am 21. Juli 2006 beim München Fantasy Filmfest. Am 14. September 2006 erschien er in Schweizer und am 21. September in deutschen Kinos.

## Rezeption
An den Kinokassen spielte der Film 4,2 Mio. US-Dollar ein, fast das zehnfache des Produktionsbudgets.
Carsten Baumgardt schrieb auf Filmstarts.de: „‚Brick‘ ist der erfreuliche Beweis dafür, wie toll Kino im Urzustand sein kann – ohne ein ängstliches, profitgeiles Studio im Nacken, das jede noch so kleine Ecke und Kante abschleift, bis sich keiner von 8 bis 88 Jahre mehr am filmischen Gourmetmahl verschlucken kann. Der zynische, lakonische Hardboiled-Thriller ist hervorragend inszeniert, ein kühnes Wagnis, das beileibe nicht jedem gefallen mag, aber wer darauf einsteigt, wird mit einem der außergewöhnlichsten, coolsten, unterhaltsamsten… und nicht zuletzt originellsten Filme der Saison belohnt.“
Daniel Bickerman auf Schnitt.de ist ähnlicher Meinung: „Kurz und gut: Hier stimmt alles. Dachten sich wohl auch die Herren vom Sundance-Festival, die Brick mit dem Spezialpreis der Jury dekorierten und damit noch mal offiziell machten, was hier ganz subjektiv gesagt werden soll: Brick ist einer der besten Filme des Jahres, und der Film noir lebt und erfreut sich bester Gesundheit.“
Der filmdienst hingegen meint, eine Diskrepanz zwischen Form und Inhalt des Films zu erkennen: „Ein Film im Stil einer Dashiell-Hammett-Adaption, die alle Versatzstücke, Klischees und Handlungselemente eines klassischen Film noir aufweist, zugleich aber wie dessen unbefriedigende Travestie wirkt, weil die vorgeführten Gefühlswelten und Posen nicht recht zu den jugendlichen Protagonisten passen wollen.“

## Auszeichnungen
Der Film erhielt folgenden Auszeichnungen:
- 2007: Austin Film Critics Award für den besten Erstfilm, Austin Film Critics Association
- 2006: ‚Fresh Blood‘ Award des Fantasy Filmfest
- 2006: Citizen Kane Award des Catalonian International Film Festival, Sitges
- 2006: SFFCC Award des San Francisco Film Critics Circle
- 2006: ‚New Blood‘ Award des Cognac Festival du Film Policier
- 2006: CFCA Award für den vielversprechendsten Regisseur, Chicago Film Critics Association Awards
- 2006: COFCA Award für das beste Drehbuch, Central Ohio Film Critics Association
- 2005: Special Jury Prize des Sundance Film Festivals

Außerdem wurde er nominiert für den Grand Jury Prize des Sundance Film Festivals 2005, den Satellite Award 2005 für beste Originalnoten, den Online Film Critics Society Award 2007, dem British Independent Film Award für den besten ausländischen Independent-Film sowie einige weitere.

## Nachwirkung
Brick erlangte bald Kultstatus und prägte eine neue Spielart des Neo-Noir, in der Elemente des klassischen Film noir in eine für Teen-Movies typischen Umgebung gesetzt werden. So wurde Brick zusammen mit Veronica Mars die ersten Produktionen, die zu dem Genre „Teen-Noir“ gezählt werden. Später wurde der Begriff allerdings auch auf frühere Filme ausgeweitet.